# João do Canto e Castro
João do Canto e Castro Silva Antunes GCTE • CvNSC (Lisboa, Santiago, 19 de maio de 1862 — Lisboa, Camões, 14 de março de 1934) foi um oficial da Marinha e quinto Presidente da República Portuguesa, de 16 de dezembro de 1918 a 5 de outubro de 1919.

## Infância e juventude

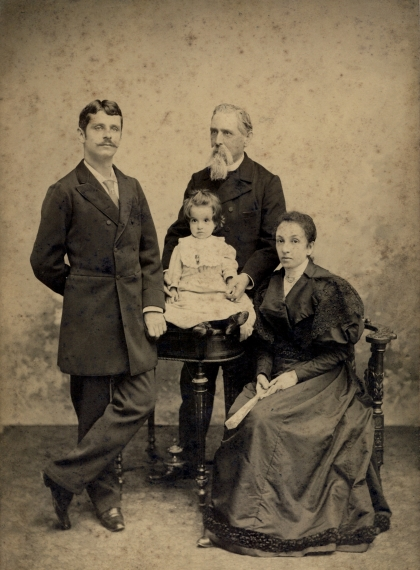
Retrato da família Canto e Castro, c. 1893. Estão retratados (da esquerda para a direita): João do Canto e Castro, Maria da Conceição do Canto e Castro, José Ricardo da Costa Silva Antunes, Mariana de Santo António Moreira Freire Correia Manuel Torres de Aboim do Canto e Castro.

Nasceu 19 de maio de 1862, na freguesia de Santiago em Lisboa, numa família de monárquicos convictos, filho do General José Ricardo da Costa Silva Antunes (7 de Fevereiro de 1831 — 7 de Agosto de 1906) e de sua mulher (1860) Maria da Conceição do Canto e Castro Mascarenhas Valdez (24 de Outubro de 1825 — Lisboa, 20 de Abril de 1892).
Após ter frequentado o liceu no Colégio Luso-Britânico, iniciou, em 1881, a sua formação militar na Real Escola Naval. 
Casou, na Igreja Paroquial do Santíssimo Coração de Jesus, em Lisboa, com Mariana de Santo António Moreira Freire Correia Manuel Torres de Aboim em 18 de julho de 1891, de quem teve três filhos: Maria da Conceição do Canto e Castro (1892), casou com Afonso Nobre Veiga; José do Canto e Castro (1894); Josefina de Aboim do Canto e Castro (1896), casou com José da Costa Salema.

## Atividade Profissional
Terminada a Escola Naval, percorreu a via ascendente dos primeiros postos de oficial da Marinha; em Janeiro de 1891 era já primeiro-tenente, a prestar serviço na Escola dos Alunos Marinheiros, em Lisboa.
Em 1887 havia feito a sua primeira grande viagem, a bordo da corveta Bartolomeu Dias. Embarcou na corveta Estefânia, na fragata D. Fernando II, no transporte à vela África e nas canhoeiras Tâmega, Liberal e Zaire. Foi a bordo desta última que visitou Macau, Timor e Moçambique. Recebeu então o seu primeiro louvor concedido pelo comandante da Divisão Militar do Índico.
Foi num contexto de grande instabilidade política e social, e no rescaldo da perda dos territórios que uniam Angola a Moçambique, (Mapa Cor-de-Rosa) que Canto e Castro foi nomeado, em 1892, governador da então Lourenço Marques, atual Maputo.
Razões de saúde – uma primeira crise de angina de peito - forçaram-no a regressar à metrópole no ano seguinte. Recuperado, retomou as suas funções em 1894, assumindo o comando da cidade e defendendo-a dos ataques das populações africanas, ocorridos em setembro desse ano. Mas após uma segunda grave crise de angina de peito, e já empossado como governador de Moçâmedes, no sul de Angola, foi exonerado, a seu pedido, daquele lugar, regressando a Lisboa.
No início da República, dirigiu a Escola de Alunos Marinheiros, em Leixões, e chefiou o Departamento Marítimo do Norte. Em 1915, dirigiu a Escola Prática de Artilharia Naval. No governo de Sidónio Pais foi nomeado director dos Serviços do Estado-Maior Naval e secretário de Estado da Marinha. Em 28 de Dezembro de 1917, foi designado para elaborar um plano de melhoramento da defesa do litoral português face a ataques dos submarinos alemães na Primeira Guerra Mundial.

## Carreira Política
Foi eleito deputado em 1908, no último Parlamento da Monarquia, dedicando-se especialmente à reorganização das Forças Navais.
Tomou posse como Secretário de Estado da Marinha, a pedido de Sidónio Pais, a 9 de Setembro de 1918, tendo-lhe sucedido depois do atentado que vitimou o ditador.

## Presidência da República

Retrato oficial do Presidente Canto e Castro (1933), por Henrique Medina. Museu da Presidência da República.

Assassinado Sidónio Pais no dia 14 de Dezembro de 1918, a eleição de João do Canto e Castro processou-se de acordo com as regras da Constituição de 1911, repostas após a rotura sidonista. Entrega a presidência do ministério a Tamagnini Barbosa, com o apoio do Partido Unionista.
Durante a sua presidência, houve inúmeras tentativas de restauração da monarquia, visto que Canto e Castro era de convicções monárquicas, mas apesar de tudo, Canto e Castro, durante a sua presidência, sempre defendeu os valores da república, o que lhe custou muitos de seus amigos monárquicos. 
Tendo havido duas grandes. A primeira, em Santarém, em Dezembro de 1918, foi liderada pelos republicanos Cunha Leal e Álvaro de Castro. A segunda, em Janeiro de 1919, de cariz monárquico, liderada por Paiva Couceiro, que, por algum tempo manteve a "Monarquia do Norte", fez ressaltar a sua posição sui generis: sendo monárquico, como Presidente da República, reprimiu violentamente um movimento daqueles com quem partilhava convicções, por isso os monárquicos nunca lhe perdoaram por ter prendido os "seu amigos" e defendido os "seus inimigos".
Os movimentos sociais de combate ao desemprego, à especulação e à diminuição do poder de compra dos trabalhadores assalariados ganharam novamente relevância social e política.

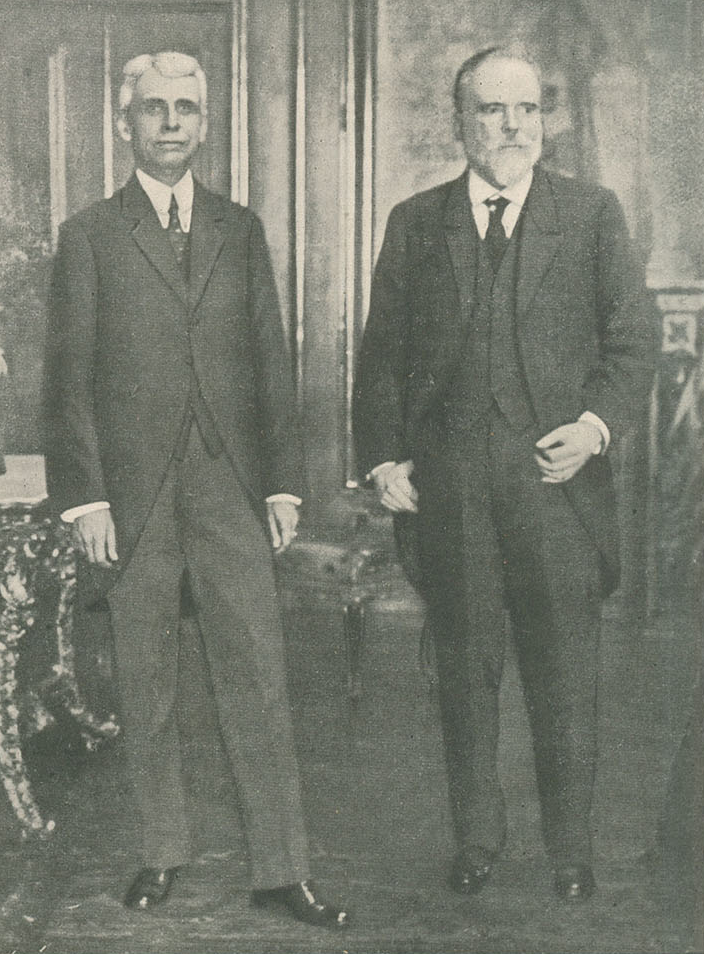
O Presidente João do Canto e Castro e o Presidente Eleito António José de Almeida, em 1919.

Em Lisboa a grande agitação das classes laborais motivou várias manifestações. No comício realizado no Coliseu dos Recreios a 21 de Fevereiro, exigiu-se a dissolução do Parlamento e a realização de novas eleições. Verificaram-se confrontos com a polícia nas ruas da Baixa de Lisboa e o governo foi obrigado a refugiar-se no Quartel do Carmo. Em Março seguinte o Parlamento foi dissolvido.
Depois das eleições, que deram a vitoria ao Partido Democrático, Canto e Castro, alegando a eleição do novo Parlamento e o agravamento do seu estado de saúde, o chefe do Estado pretendeu resignar. O documento de renúncia foi apresentado na sessão do Congresso de 3 de Junho. Foram unânimes os pedidos para que reconsiderasse. Tomaram a palavra António José de Almeida, António Maria da Silva, Costa Júnior, Jacinto Nunes, Dias de Andrade e o próprio presidente do Ministério, Domingos Pereira. Canto e Castro desistiu do seu propósito.
Depois de vários governos falharem, Canto e Castro dá posse  a um governo chefiado pelo militar Alfredo de Sá Cardoso. A atuação do executivo procurou dissuadir a reconstituição do bloco conservador: evitou reeditar conflitos com a Igreja, atuou com prudência na questão dos saneamentos da administração, contemporizou com a eleição de António José de Almeida para a Presidência da República (6 de Agosto de 1919) e com a revisão constitucional que atribuiu ao Presidente da República o poder de dissolver o parlamento.
Durante a sua presidência, Epitácio Pessoa, Presidente do Brasil, visita Portugal em 1919.

## Após a Presidência e morte

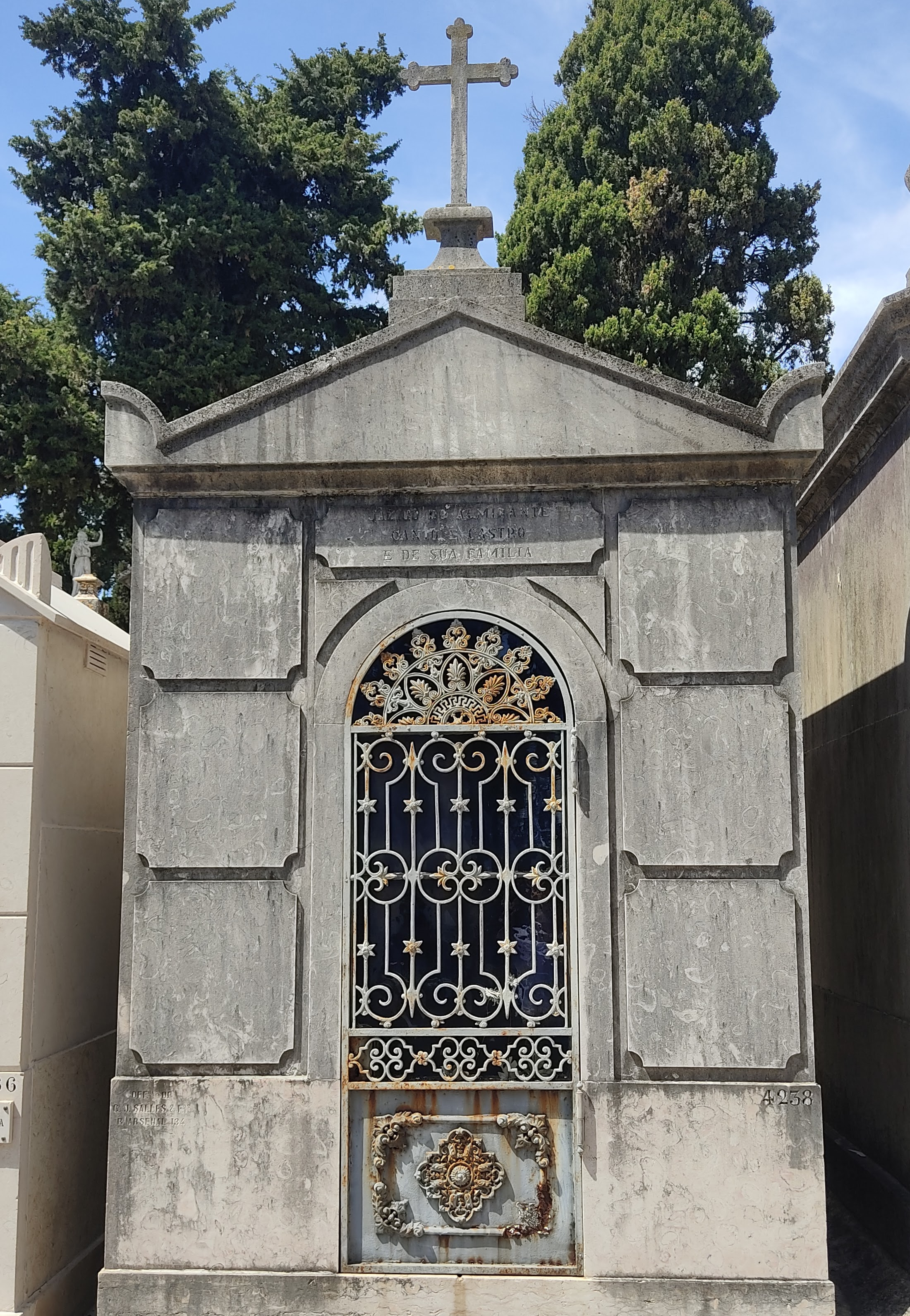
Jazigo do Almirante João do Canto e Castro e sua família, no Cemitério dos Prazeres.

Por proposta de Rocha e Cunha, ministro da Marinha, Canto e Castro, então contra-almirante, foi promovido ao posto de almirante, patente atribuída a título honorário. Pouco depois, o ministro da Guerra Hélder Ribeiro designou-o chanceler da Ordem da Torre e Espada. Desempenhou ainda o cargo de presidente do Conselho Superior de Disciplina da Armada.
No dia 30 de Setembro de 1932 passou à situação de reforma.
Passou os últimos anos sozinho e isolado, apenas rodeado pela família, pois os seus amigos nunca lhe perdoaram o facto de ele ter reprimido as várias intentonas monárquicas.
Faleceu a 14 de Março de 1934, em sua casa, no Largo de Andaluz, número 16, segundo andar, da freguesia de Camões, em Lisboa, vitima de insuficiência aórtica, causada pela angina de peito. Presentes no seu funeral no Cemitério dos Prazeres, estiveram algumas das figuras gradas ao novo regime instaurado em 1926, bem como o cardeal patriarca de Lisboa, Manuel Cerejeira, o representante da família real, João de Azevedo Coutinho, e elementos do corpo diplomático.
Foi Cavaleiro da Real Ordem Militar de Nossa Senhora da Conceição de Vila Viçosa em 1891 e Grã-Cruz da Real Ordem Militar da Torre e Espada em 1894.

## Promoções
- Aspirante - 1881
- Segundo-Tenente - 1887

- Primeiro-Tenente - 1891
- Capitão de Fragata - 1910
- Capitão de Mar e Guerra - 1915
- Contra-Almirante - 1917
- Almirante - 1919

## Condecorações

### Ordens Nacionais
- Cavaleiro da Real Ordem Militar de Nossa Senhora da Conceição de Vila Viçosa (1891)
- Grã-Cruz da Real Ordem Militar da Torre e Espada (1894)

- Banda das Três Ordens (16 de Dezembro de 1918–5 de Outubro de 1919)

### Ordens Estrangeiras
- Cavaleiro da Ordem da Estrela Africana (1891)